# Family Complex
Family Complex (ファミリー・コンプレックス Famirī Konpurēkusu?, lit. Complejo de familia) es un manga de comedia dramática escrito e ilustrado por Mikiyo Tsuda. Fue serializado por primera vez en la revista South (una edición especial de Wings) de la editorial Shinshokan, con su único volumen siendo publicado en mayo de 2000.

## Argumento
Akira Sakamoto es un joven que forma parte de una familia muy inusual; todos los miembros en su familia son increíblemente hermosos, con la única excepción de él. En comparación con el resto de sus familiares, Akira es a menudo eclipsado por la belleza de estos y se siente excluido de su propia familia, creyendo que no pertenece a ella. A pesar de esto, su familia nunca ha tratado de distanciarse de él y lo tratan de la misma manera. Akira y su familia también aparecen en el manga Princess Princess, otra de las obras de Tsuda.

## Personajes
Akira Sakamoto (坂本 秋良 Sakamoto Akira?)
Voz por: Sōichirō Hoshi (Princess Princess)
Es el personaje principal y el narrador de la historia. Es un joven de 14 años que asiste a la Secundaria Fujimori. Siente que es la única persona normal en toda su familia y a menudo cree no pertenecer a ésta. Akira es un personaje secundario en Princess Princess, otra de las obras de Tsuda.
Harumi Sakamoto (坂本 春海 Sakamoto Harumi?)
Voz por: Kenji Nojima (Princess Princess)
Es el hijo mayor de la familia Sakamoto, de 17 años de edad. Es llamado "Sakamoto-sama" por sus compañeros en la escuela y se dice que podría fácilmente ser un modelo debido a su belleza.
Natsuru Sakamoto (坂本 夏流 Sakamoto Natsuru?)
Voz por: Yū Kobayashi (Princess Princess)
Es la segunda hija de la familia Sakamoto, de 16 años de edad. A menudo es confundida con un chico debido a su aspecto andrógino.
Fuyuki Sakamoto (坂本 冬姫 Sakamoto Fuyuki?)
Voz por: Akeno Watanabe (Princess Princess)
Es la menor de los hijos de la familia Sakamoto, de 10 años de edad. Fuyuki se muestra bastante tranquila y varias veces ha sido comparada con una muñeca por su belleza. Fuyuki termina siendo más popular con las chicas que con los chicos de su clase.
Hidetoshi Sakamoto (坂本 英季 Sakamoto Hidetoshi?)
Voz por: Shin'ichirō Miki (Princess Princess)
Es el padre de Akira, Harumi, Natsuru y Fuyuki, y esposo de Nanami. No aparenta tener más de veinte años y fácilmente podría pasar como el hermano mayor de Akira, a pesar de tener en realidad 41 años. Trabaja como técnico.
Nanami Sakamoto (坂本 七美 Sakamoto Nanami?)
Voz por: Ryōko Shintani (Princess Princess)
Es la madre de Akira, Harumi, Natsuru y Fuyuki, y esposa de Hidetoshi. Al igual que su esposo, se ve increíblemente joven a pesar de tener 41 años. En Princess Princess, cuando Kouno y Shihoudani la conocen por primera vez, creyeron que era la hermana de Akira. Después de que Akira les dijera que en realidad es su madre, estos le preguntan si era su madrastra debido a que lucía demasiado joven, pero Akira no sólo confirma que es su verdadera madre, sino también que Nanami nunca ha tenido ninguna cirugía u otro procedimiento para parecer más joven.